# Teplička (okres Spišská Nová Ves)
Teplička je obec na Slovensku v okrese Spišská Nová Ves, v Košickém kraji.

## Polohopis
Obec se nachází v jižní části Hornádské kotliny a na severovýchodním úpatí Havraních vrchů.

### Sousední obce
Markušovce, Spišská Nová Ves

### Části obce
Obraz, Riven, Koryteň, Štehyn, Zaploty, Vyšného konec, Nižné konec, Za švestku

## Symboly obce
Http://www.crwflags.com/fotw/flags/sk-sn-te.html, https://web.archive.org/web/20140201213336/http://www.ngw.nl/int/slo/t/teplicka.htm

## Historie

### Staré a cizí názvy obce
- 1328 Toplica
- 1345 Thoplicza
- 1474 Toeplicza
- 1773 Tepliczka
- 1808 Teplička

## Politika

### Starostové obce
1990 - 1994 Katarína Cipkalová (VPN)

1994 - 1998 Ing. Štefan Jasečko (KDH)

1998 - 2002 Ladislav Koňak (HZDS)

2002 - 2006 Ladislav Koňak (HZDS + KSS + PSNS + SNS + SMER + SDA + SDĽ)

2006 - 2010 Ladislav Koňak (LS-HZDS + SMER-SD + SNS)

2010 - 2014 Ladislav Koňak (LS-HZDS + SMER-SD + SNS)

### Zastupitelstvo
1990 - 1994 - 12 poslanců

1994 - 1998 - 12 poslanců (7 KDH, 5 HZDS)

1998 - 2002 - 12 poslanců (9 KDH, 3 HZDS)

2002 - 2006 - 9 poslanců (4 KDH, 3 HZDS, 2 ANO)

2006 - 2010 -

## Obyvatelstvo
Vývoj obyvatelstva od roku 1869:
| Rok sčítání | Počet obyvatel | Počet domů |
| ----------- | -------------- | ---------- |
| 1869        |                | -          |
| 1880        | 689            | 95         |
| 1890        | 599            | 89         |
| 1900        | 626            | 96         |
| 1910        | 640            | 111        |
| 1921        | 580            | 106        |
| 1930        | 602            | 111        |
| 1950        | 732            | 128        |
| 1961        | 864            | 155        |
| 1970        | 995            | 180        |
| 1980        | 1 035          | 217        |
| 1991        | 1 048          | 233        |
| 2001        | 1 082          | 244        |

Složení obyvatelstva podle náboženského vyznání (2001):
|                          | Počet obyvatel | %    |
| ------------------------ | -------------- | ---- |
| Římskokatolická církev   | 1 030          | 95,2 |
| Řeckokatolická církev    | 7              | 0,6  |
| Pravoslavná církev       | 1              | 0,1  |
| Evangelická církev a. v. | 4              | 0,1  |
| Bez vyznání              | 2              | 0,2  |
| Ostatní a nezjištěno     | 38             | 3,5  |

Složení obyvatelstva podle národnosti (2001):
|                      | Počet obyvatel | %    |
| -------------------- | -------------- | ---- |
| Slovenská            | 1 046          | 96,7 |
| Romská               | 8              | 0,7  |
| Rusínská             | 1              | 0,1  |
| Česká                | 5              | 0,5  |
| Ostatní a nezjištěná | 22             | 2,0  |

## Kultura a zajímavosti

### Stavby

#### Památky

##### Katolický kostel Narození Panny Marie
Původně gotický jednolodní, z roku 1345, roku 1775 zbarokizován a roku 1906 rozšířen o dvě boční lodě. Presbytář s rovným uzávěrem je zaklenutý křížovou žebrovou klenbou, v 18. stol. loď zaklenuly pruskými klenbami. Na klenbách jsou nástěnné malby z roku 1906. Představěnou věž má gotická sdružená okna s třílistou kružbou. Hlavní portál je lomený gotický s profilovaným ostěním. Raněgotický jižní portál byl při rozšiřování kostela roce 1906 přemístěn na západní stranu nové boční lodě (jižní) a předělán novorománskou polokruhovou archivoltou. Zbytky z původních hlavic tohoto portálu leží na nádvoří kostela. Kostel je ohrazen zdí. Zvony gotické z roku 1482 a 1492.

### Pravidelné akce
- Tepličská juniáles
- Letbal (Chatová osada Teplička)

### Školství
- Mateřská škola
- Základní škola - č.. d. 49